# Лембрук, Вильгельм

Вильгельм Лембрук. Преклонившая колено. 1911. Дуйсбург

Вильгельм Лембрук (нем. Wilhelm Lehmbruck; 4 января 1881, Мейдерих — 25 марта 1919, Берлин) — немецкий скульптор, художник и график.

## Биография
Родился в семье горняка. Окончил Дюссельдорфскую академию художеств. Представленная в Парижском салоне 1910 года скульптура Лембрука «Стоящая женская фигура» принесла автору международную известность. В этой его работе чувствуется воздействие на мастера античной традиции ваяния. Свободное, живое строение тела и законченная, в своих контурах и объёме совершенная и пропорциональная пластика возводят его статую в ранг вечных, вневременных шедевров ваяния.
Значительное художественное влияние оказало на Вильгельма Лембрука творчество Аристида Майоля и Жоржа Минне, однако уже к 1911 году мастер вырабатывает свой собственный стиль. В бронзовых скульптурах и рельефах Лембрук изображает горняков во время работы, в момент отдыха. О своём понимании художественной гармонии скульптор писал следующее: «Всё в искусстве подчиняется мере. Мера на меру — означает всё. Мера, или у фигур — пропорции определяют впечатление, определяют действие, определяют силуэт скульптуры и всё остальное. Поэтому хорошая скульптура должна быть создана как хорошая композиция — как проектируемое здание, где также каждый размер измеряется разумной мерой». На основании этих взглядов при создании своих статуй Лембрук в первую очередь ориентировался на классическую систему пропорций. Он развивал вместе с Эрнстом Барлахом новые скульптурные идеи, высказанные Адольфом Гильденбрандом, после застоя скульптуры в XIX веке, заключавшиеся в постановке на первое место не задачи сюжета и внешней эффектности, а пластическую форму и её закономерности. Жил в Париже до 1914 года, где познакомился с новыми направлениями в живописи, изучал скульптуру Майоля. Как и Майоль, изображает фигуру человека, через которую даёт символическое выражение своих чувств и мыслей. Характерны женские фигуры удлинённых пропорций, пластические формы геометризируются, подчёркнут выразительный жест, ритм линий силуэта, вытянутое иссушённое тело — носитель духовной силы. Обострённая выразительность пластических форм, угловатость, заостренность перекликается с распространившимся тогда в Германии экспрессионизмом. Замечательны также рисунки и гравюры, оставленные после себя художником.
В 1919 году Лембрук покончил жизнь самоубийством из-за своих чувств к актрисе Элизабет Бергнер.
Работы Лембрука демонстрируются в художественном музее Дуйсбурга, носящем его имя и размещающемся в здании, построенном его сыном, признанным мастером музейной архитектуры Манфредом Лембруком.

## Избранные работы
- «Большая Стоящая» 1910 Вупперталь, Музей фон-дер-Хойдт
- «Преклонившая колено» 1911
- «Встающий юноша» 1913
- «Полные чувства» 1913/1914
- «Павший», бетон 1915/1916